# محمد بن إبراهيم بن أحمد الآبلي التلمساني
أبو عبد الله محمَّد بن إبراهيم بن أحمد العبدري التلمساني المعروف بـالآبلي ولد عام (681هـ - 1282م في مدينة تلمسان) وتوفي عام (757هـ - 1365م في فاس) عالم منطقي ورياضي، تعود أصول عائلته إلى آبلة الأندلسية التي نزحت إلى تلمسان حيث أصبح فيها والده من مساعدي الأمير يغمراسن مؤسس الدولة الزيانية، كما يعتبر أحد أساتذة العالمين الكبيريين عبد الرحمن بن خلدون ولسان الدين بن الخطيب.

## مولده ونشأته
ولد أبو عبد الله محمد بن إبراهيم العبدري التلمساني في مدينة تلمسان عام 681 هـ (1282 م). هاجر أبوه إبراهيم وعمه محمد من آبلة (إلى الشمال من مجريط) في الأندلس إلى تلمسان بحثًا عن الأمان بعد سقوط آبلة التي كانت من الثغور الأولى التي سقطت أمام القوات المسيحية. استقروا في المدينة وانضموا بصفة جنود في جيش اميرها يغمراسن بن زيان، وتولى إبراهيم منصب قائد الحماية في مرفأ هنين. بعدها تزوج من ابنة قاضي تلمسان، محمد بن غلبون، وأنجب ابنهما محمد هذا الذي اشتهر باسم الآبلي.
تطلبت ظروف عمل أبوه العسكرية منه أن يتخلى عن أسرته وابنه لخدمة الجيش الزياني، فتكفل جده القاضي بتربيته بعيدًا عن البيئة التي كان يعيش فيها والده، ونشأ في جو علمي يقول عنه يحيى ابن خلدون، مؤرخ الدولة الزيانية بأن الولد «ميل إلى انتحال العلم وعن الجندية التي كانت منتحل أبيه و عمه» وكانت تلمسان عاصمة الدولة الزيانية مقرا لمختلف العقول العقلية آنذاك.
أبدى الآبلي اهتمامًا كبيرًا بالنشاط العلمي المعروف بالتعاليم، حيث برع في هذا المجال وانتشر صيته، وأصبح معلمًا متميزًا فيه على الرغم من صغر سنه.
طلب العلم عند علماء تلمسان فأظهر تفوقا في العلوم المنقولة والمعقولة ومن شيوخه في المنطق وعلم الأصول أبو موسى وعيسى ابن الأمام وعلم الشريعة عند جده والعلوم الأخرى عند أبي الحسن التنسي.
اعتنى بالرياضيات والعلوم العقلية وتفوق في علم المنطق، فعين مدرساً في سن مبكر، وعندما حاصر المرينيون تلمسان، خرج منها وتوجه إلى الحجاز لأداء الحجفزار مصر والشام والعراق وأخذ فيهم عن علماء مثل الشيخ الكبير ابن دقيق العيد.
وفي طريق العودة مر بمدينة بجاية أين مكث وقتاً لا بأس به لدراسة مختصر ابن الحاجب في الفقه. ولما رفع الحصار عن تلمسان ، عاد إليها لمواصلة حضور دروس ابن الإمام والتدريس، وقد أخذ عنه ابن خلدون.
غادر تلمسان مرة ثانية بعد أن اختلف مع الأمير أبي حمو متوجهاً إلى فاس ثم مراكش أين أخذ عن العلامة أبي العباس ابن البناء ، الرياضي المشهور ثم انتقل بعدها إلى جبال الأطلس ليدرس بها الرياضيات والمنطق ومكث هناك فترة طويلة ، قبل أن يعود إلى فاس التي امتهن فيها التدريس إلى أن وافته المنية سنة 757هـ.